# Nephrotoma lucida
Nephrotoma lucida är en tvåvingeart som först beskrevs av Ignaz Rudolph Schiner 1868.  Nephrotoma lucida ingår i släktet Nephrotoma och familjen storharkrankar. Inga underarter finns listade i Catalogue of Life.